# Friedrich Ferdinand von Beust
Friedrich Ferdinand hrabě von Beust (13. ledna 1809 Drážďany – 23. října 1886 St. Andrä-Wördern) byl saský a potom rakouský politik a diplomat. Od mládí působil v diplomacii Saského království, kde byl v letech 1849–1866 ministrem zahraničí a od roku 1858 i  předsedou vlády. Po prusko-rakouské válce přešel do rakouských služeb a v letech 1866–1871 byl rakousko-uherským ministrem zahraničí. Během krátkého působení ve funkci rakouského předsedy vlády (1867) byl přední osobností procesu dokončení rakousko-uherského vyrovnání a vzniku dualistické monarchie (Rakousko-Uhersko). Po rezignaci na funkci ministra zahraničí byl dlouholetým velvyslancem ve Velké Británii (1871–1878) a Francii (1878–1882). V roce 1868 byl povýšen na hraběte a v roce 1871 se stal členem Panské sněmovny, byl také nositelem řady vyznamenání. 

## Biografie

### Mládí a působení v saské politice

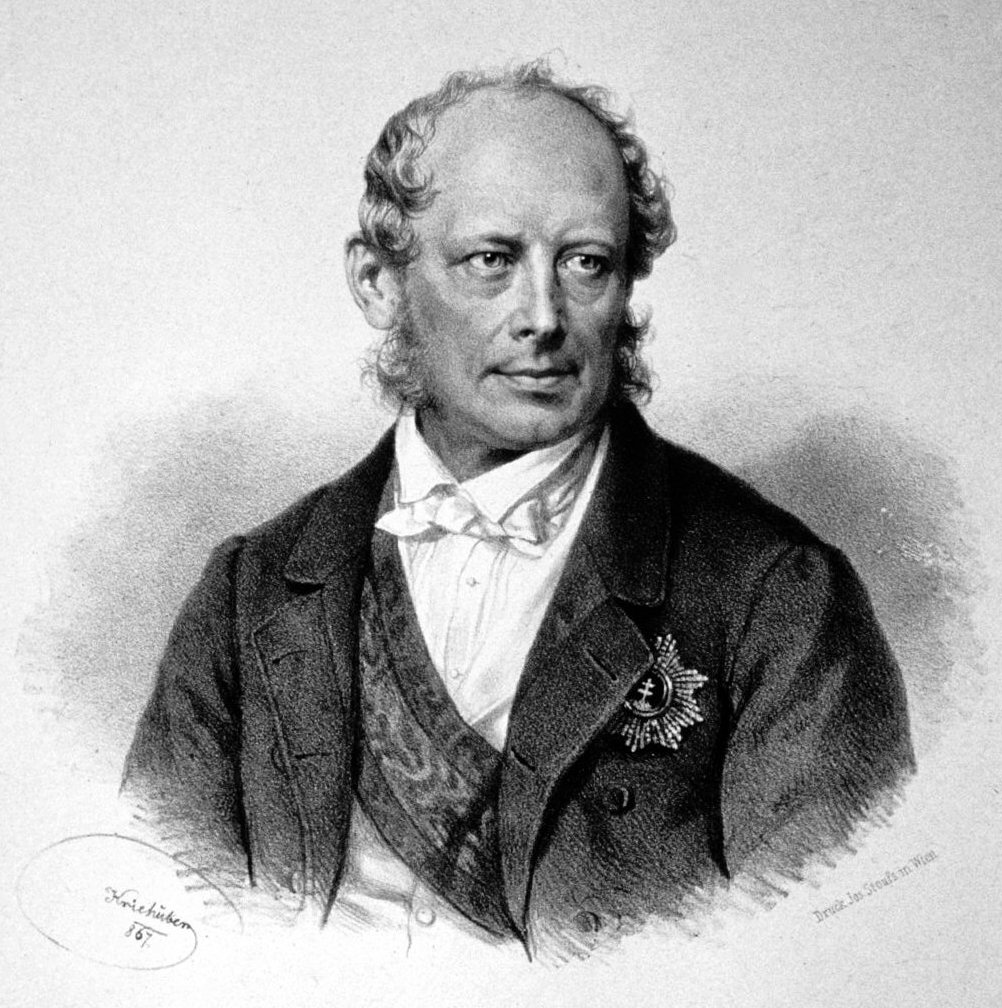
Friedrich Ferdinand von Beust (1867, litografie, Josef Kriehuber)

Pocházel ze starého německého šlechtického rodu původem z Braniborska uváděného v archivních pramenech od 14. století. Byl mladším synem saského soudního rady barona Friedricha Karla von Beusta (1779–1840) a jeho manželky Erdmuthe, rozené von Carlowitz-Maxen (1774–1854). Studoval na univerzitě v Göttingenu a na Lipské univerzitě. V roce 1832 nastoupil do státních služeb Saského království. Od roku 1836 byl legační tajemník v Berlíně, od roku 1838 v Paříži, od roku 1841 v Mnichově. V roce 1846 se stal vyslancem v Londýně, roku 1848 v Berlíně. Roku 1849 se stal ministrem zahraničí Saského království. Publikoval dohody o lidských právech, na kterých se v té době usnesl celoněmecký frankfurtský parlament, ale následně odmítl uznat platnost německé ústavy koncipované tímto revolučním orgánem a v květnu 1849 vytvořil alianci s Pruskem a podílel se na potlačení revolučních tendencí v Sasku. V roce 1850 se obrátil o pomoc na Rakouské císařství. Od 15. října 1858 byl i předsedou vlády Saského království. V 60. letech se snažil reprezentovat středoněmecké státy a zachovávat jejich samostatnou politiku. Sbližoval se s Rakouskem a Sasko bojovalo na straně Rakušanů v prusko-rakouské válce, kterou ale prohrálo. V obou vládních funkcích skončil 15. srpna 1866, když vítězný pruský kancléř Otto von Bismarck odmítal s Beustem jednat o mírových podmínkách.

### Předsedou vlády Rakouska
Následně se téměř okamžitě stal vrcholným politikem Rakouského císařství. 7. února 1867 se stal předsedou vlády Rakouského císařství, přičemž zároveň zastával i post státního ministra Rakouska (2. března 1867 ovšem tato funkce zrušena). V čele vlády se udržel do 23. prosince 1867 a 30. prosince 1867 nastoupila nová vláda Karla von Auersperga. V této funkci provedl rakousko-uherské vyrovnání, jímž vzniklo Rakousko-Uhersko coby soustátí dvou volně Spojených státních útvarů. Následně tedy zastával funkci předsedy vlády pouze pro západní, rakouské části monarchie (takzvané Předlitavsko). Zároveň zastával od 30. října 1866 pozici ministra zahraničí Rakouského císařství, která zůstala společným portfoliem pro obě poloviny monarchie i po rakousko-uherském vyrovnání. V ní setrval do 14. listopadu 1871.

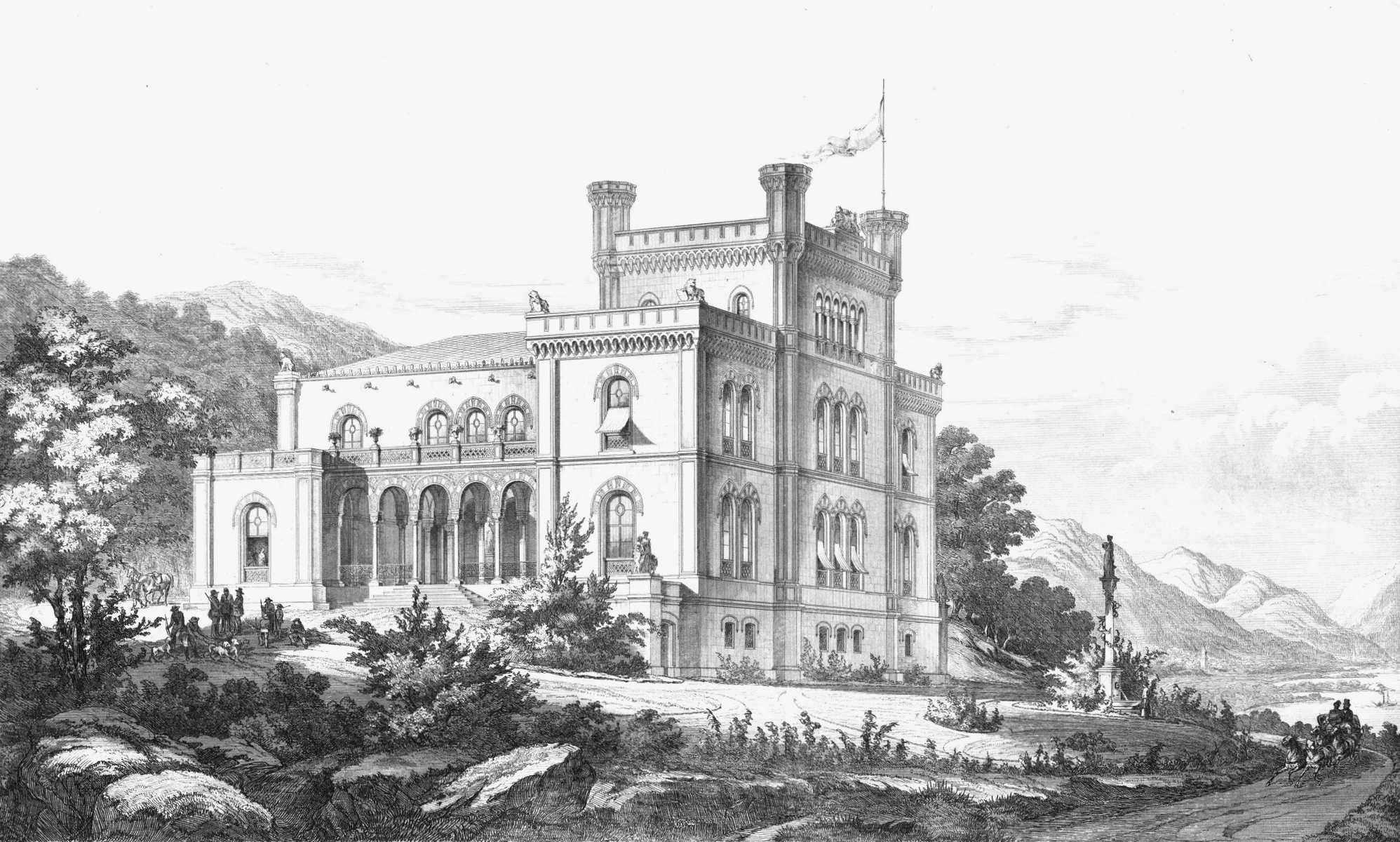
Zámek Altenberg (Dolní Rakousko), sídlo rodiny Beustů

Beustův nástup do vrcholných pozic rakouské politiky byl nečekaný. Když v říjnu 1866 pobýval císař František Josef I. v Praze, měla s ním jednat česká delegace. Při čekání na audienci upoutal její pozornost muž v uniformě, který byl narychlo a přednostně uveden k císaři. Teprve dodatečně se Češi dozvěděli, že šlo o Beusta, který právě mířil ke jmenování ministrem zahraničních věcí. V době jeho nástupu na úřad to bylo interpretováno jako jasná demonstrace protipruských emocí. Beustovo uvedení do funkce ale provázely i pochyby, zda cizinec může zastávat takovýto post a překvapivý byl i fakt, že šlo o protestanta. Jenže saský původ se ukázal být výhodou, protože Beust nebyl vázán na žádné mocenské centrum a zájmovou skupinu uvnitř monarchie a mohl se jako nezaujatý administrátor a diplomat ihned zhostit úkolu provést stabilizaci státu otřeseného válečnou prohrou. 20. prosince 1866 odjel na jednání do Pešti, kde se pokoušel přimět uherské politiky k dohodě. Uherská politická reprezentace dosud odmítala uznat legitimitu státoprávních poměrů v monarchii a bojkotovala jednání Říšské rady coby vídeňského parlamentu. Uherští politici to i nyní odmítli. Beust se následně dohodl s uherským předákem Gyulou Andrássym, že dohoda s Uhry nebude muset být schvalována vídeňským parlamentem, nýbrž bude provedena shora, císařským nařízením. 18. února 1867 byl v uherském sněmu přečten císařský reskript, který vycházel vstříc požadavkům uherských politických elit. Andrássy se stal předsedou uherské vlády. V následujících měsících bylo dojednáno finální znění rakousko-uherského vyrovnání, díky čemuž mohl být v červnu 1867 František Josef I. korunován na uherského krále v Budíně. Rakousko-uherské vyrovnání bylo Beustovým značným úspěchem, protože ukončilo několikaleté ústavní provizorium.
Vyrovnání ovšem odmítali Češi a pro ně Beust ztělesňoval porážku jejich státoprávních aspirací a nedobrovolné začlenění českých zemí do Předlitavska. Po porážce Rakouska ve válce s Pruskem přitom byla očekávání Čechů vysoká, protože podle mnohých rozborů se mělo nyní oslabené Rakousko odvrátit od německé orientace a soustředit se na dosažení vnitřního smíru s jednotlivými etniky. Beust ale byl plně soustředěn pouze na prosazení urovnání státoprávních vztahů s Uherskem. Odmítl svolat za účelem posouzení vyrovnání Říšskou radu a vytlačil z centra dění a nahradil předsedu vlády Richarda Belcrediho, jehož strategii sice císař označil za korektnější, ale Beustovu za rychle k cíli vedoucí. Vůči české státoprávní opozici naopak ostře zasáhl. Když Český zemský sněm pokračoval v opoziční rétorice a odmítl uznat legitimitu Říšské rady, nechal sněm Beust rozpustit, podobně byl rozpuštěn i Moravský zemský sněm. Po této zastrašovací kampani kapituloval Haličský zemský sněm, který se rozhodl Říšskou radu uznat a vyslat na ni své zástupce. Federalistická opozice v Předlitavsku tak byla rozdělena. Zemské volby v Čechách 1867 a zemské volby na Moravě 1867 pak proběhly pod nátlakem, kterého se aktivně zúčastnil sám Beust. Za volební obvod Obchodní a živnostenské komory v Liberci byl zvolen poslancem českého zemského sněmu. Výsledkem bylo vítězství centralistických, protifederalistických sil. V diplomatickém styku Beust na základě instrukce císaře prosazoval novou zkrácenou titulaturu panovníka, která neoficiálně redukovala západní, neuherskou část monarchie na Rakousko.
V roce 1867 byl Beust také zvolen poslancem Říšské rady (celostátní zákonodárný sbor, tehdy ještě nevolen přímo, ale tvořen delegáty jednotlivých zemských sněmů), kde reprezentoval kurii obchodních a živnostenských komor v Čechách.

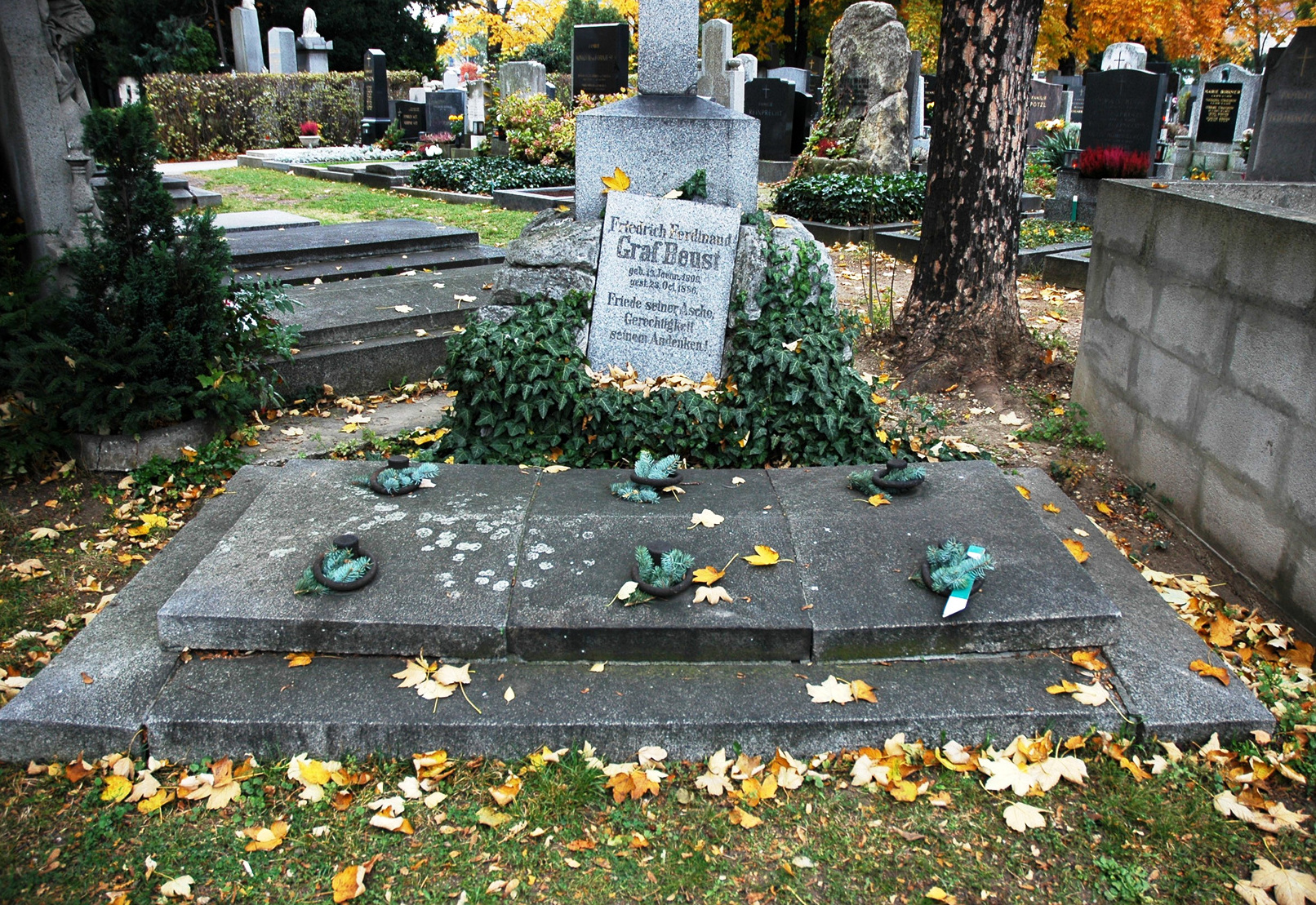
Hrob Friedricha Ferdinanda Beusta na hřbitově v Matzleinsdorfu

V roce 1868 byl Beust aktérem jisté diplomatické iniciativy na české frontě. 22. června 1868 dorazil do Prahy, oficiálně za účelem informování císaře (který tehdy pobýval na návštěvě v Čechách) o některých aspektech svého rezortu. Jenže v Praze se sešel s předáky české opozice Františkem Ladislavem Riegerem a Františkem Palackým. O jednání nebyl dopředu informován předseda předlitavské vlády Karel Vilém Auersperg ani další členové Auerspergovy vlády. Auersperg reagoval rezignací. Beust v pamětech uváděl, že skutečně šlo o pověření od císaře a historik Otto Urban dovozuje, že se mohl sám nabídnout k podobné usmiřovací misi, jakou předtím úspěšně provedl v Uhersku. Roli hrálo i to, že císař nebyl nakloněn Auerspergově vládě, která měla silně liberální, měšťanské zabarvení. Jednání Beusta s Palackým a Riegrem ale nevedlo ke konkrétním závěrům a česká státoprávní opozice naopak sílila. V roce 1869 Beust kontaktoval Karla Sladkovského coby předáka radikální mladočeské opozice. Ani tentokrát se ale průlom nezdařil, protože Češi odmítali kompromis na půdorysu stávajícího, podle nich nelegitimního, ústavního systému.
V letech 1870–1871 Beust jako šéf rakousko-uherské diplomacie koncipoval spojenectví s Francií a Itálií (paradoxně v tomto ohledu nebyl zpočátku v rozporu s českou reprezentací, která frustraci z nenaplněných státoprávních ambicí ventilovala demonstrativním pokusy o kontakty s Ruskem a Francií). Aliance ale nebyla fakticky realizována, protože prusko-francouzská válka proběhla natolik rychle, že vítězné Prusko jednoznačně ovládlo vývoj.
V roce 1871 se nová vláda Karla von Hohenwarta snažila o seriózní rozhovory s českou opozicí. Od počátku roku 1871 čeští předáci několikrát jednali ve Vídni, přičemž hlavním vládním vyjednavačem byl ministr Albert Schäffle. Dospěli nakonec k dojednání projektu česko-rakouského vyrovnání, které mělo pod názvem fundamentální články naplnit část českých požadavků. Schäffle coby cizinec byl nyní některými pozorovateli vnímán jako podobný nestranný mediátor jakým byl Beust v případě rakousko-uherského vyrovnání. Jenže samotný Beust coby šéf diplomacie nyní o česko-rakouské vyrovnání nestál. V důsledku prusko-francouzské války se totiž změnily mezinárodní souvislosti. Beust zaslal císaři k fundamentálním článkům nesouhlasné stanovisko, v němž jako jeden z hlavních argumentů zmiňoval nutnost dobrého poměru habsburské monarchie k nově vzniklému Německému císařství coby nejsilnější mocnosti evropského kontinentu. Upozorňoval na riziko obratu rakouských etnických Němců směrem k Berlínu a nesouhlasil s jitřením jejich citů prostřednictvím ústupků Čechům. Na poradě nejvyšších představitelů státu pak byl i na základě Beustových argumentů projekt fundamentálních článků pozměněn zásadním detailem, neměl totiž být vydán císařským reskriptem, ale podroben parlamentnímu schvalování, což při převaze centralistických sil na Říšské radě znamenalo jeho faktické odložení.

### Rakousko-uherským velvyslancem
Krátce po zásahu do česko-rakouského vyrovnání Beustova vládní kariéra skončila, protože pro budoucí urovnání vztahů habsburské monarchie s Německem nebyla ani jeho osobnost vhodná. 5. listopadu 1871 ho panovník vyzval k demisi, která byla ohlášena 8. listopadu s odkazem na zdravotní důvody. Po uvolnění z ministerských funkcí byl jmenován členem Panské sněmovny a nastoupil do diplomatických služeb. V letech 1871–1878 byl rakousko-uherským velvyslancem v Londýně a poté v letech 1878–1882 v Paříži.
Zemřel na zámku Altenberg (známý též pod názvem Villa Pereira) 23. října 1886 ve věku 77 let. Pohřben byl na evangelickém hřbitově ve vídeňské čtvrti Matzleinsdorf.
Po odchodu do soukromí sepsal své vzpomínky vydané po jeho smrti ve Stuttgartu (Memoiren: Aus drei Viertel-Jahrhunderten. Erinnerungen und Aufzeichnungen, 2 svazky; Stuttgart, 1887).

## Tituly a ocenění
Od narození užíval šlechtický titul svobodného pána, který byl rodině udělen v roce 1661. Po přechodu do služeb Rakouského císařství obdržel v roce 1866 titul c. k. tajného rady s nárokem na oslovení Excelence. V roce 1868 byl povýšen na hraběte na základě nejvyššího rozhodnutí císaře Františka Josefa (5. prosince 1868 v Budapešti, náležitosti spojené s vydáním příslušného diplomu byly dokončeny 27. července 1870. Mezitím byl v roce 1869 jmenován c. k. komořím. Během svého působení ve státních a diplomatických službách se stal nositelem řady vysokých vyznamenání v Rakousku-Uhersku i v zahraničí. Mimo jiné byl také čestným rytířem Maltézského řádu (1839) a v letech 1871–1886 zastával funkci kancléře Řádu Marie Terezie. V roce 1867 získal čestné občanství ve Vídni, čestným občanem byl jmenován i v řadě dalších měst po celé monarchii.

### Rakousko-Uhersko
- velkokříž Královského uherského řádu svatého Štěpána
- velkokříž Leopoldova řádu

### Zahraničí
- velkokříž Řádu mexického orla (Mexiko)
- velkokříž Řádu červené orlice (Prusko)
- rytíř Řádu černé orlice (Německo)
- velkokříž Řádu svatého Alexandra Něvského (Rusko)
- velkokříž Řádu čestné legie (Francie)
- velkokříž Řádu svatého Josefa (Toskánsko)
- velkokříž Řádu routové koruny (Sasko)
- velkokříž Civilního záslužného řádu (Sasko)
- velkokříž Řádu zvěstování (Itálie)
- velkokříž Řádu sv. Mořice a Lazara (Itálie)
- velkokříž Řádu Karla III. (Španělsko)
- velkokříž Řádu Jižního kříže (Brazílie)
- velkokříž Řádu věže a meče (Portugalsko)
- velkokříž Řádu nizozemského lva (Nizozemsko)
- velkokříž Řádu Spasitele (Řecko)
- velkokříž Řádu Leopolda (Belgie)
- velkokříž Řádu Guelfů (Hannoversko)
- velkokříž Řádu württemberské koruny (Württembersko)
- Řád svatého Huberta (Bavorsko)
- velkokříž Záslužného řádu bavorské koruny (Bavorsko)
- velkokříž Řádu bílého sokola (Sasko-Výmarsko)
- velkokříž Vévodského sasko-ernestinského domácího řádu (Sasko-Altenbursko)
- velkokříž Řádu siamské koruny (Siam)
- Řád lva a slunce I. třídy (Persie)
- velkodůstojník Řádu slávy (Tunisko)
- Řád Medžidie I. třídy (Osmanská říše)
- Řád Osmanie I. třídy (Osmanská říše)

## Rodina
Během svého pobytu v Mnichově se v roce 1843 oženil s baronkou Mathilde von Jordan (1817–1886), dcerou bavorského generálporučíka Wilhelma von Jordan (1775–1840). Mathilde byla později c. k. palácovou dámou a čestnou dámou bavorského Tereziánského řádu. Z manželství se narodily čtyři děti: 
- 1. Friedrich (1844–1868), c. k. poručík
- 2. Marie Violanda (1845–1926), ∞ 1863 Léonce svobodný pán von Koenneritz (1835–1890), ministr financí Saského království
- 3. Adolf (1848–1919), diplomat, ∞ 1897 Elisabeth svobodná paní von Koenneritz (1871)
- 4. Heinrich Konstantin (1855), ministerský sekretář na ministerstvu orby

Jeho mladší bratr Friedrich Konstantin (1806–1891) působil původně ve státních službách v Sasku, spolu s bratrem se v roce 1866 přestěhoval do Rakouska, kde zastával post generálního inspektora hornictví.